# Onosma procerum
Onosma procerum är en strävbladig växtart som beskrevs av Pierre Edmond Boissier. Onosma procerum ingår i släktet Onosma och familjen strävbladiga växter. Inga underarter finns listade i Catalogue of Life.